# Мадонна з довгою шиєю
Мадо́нна з до́вгою ши́єю (бл. 1535) — картина італійського художника Парміджаніно.

## Історія створення
Картину замовила Елена Тальяферрі, сестра близького друга Парміджаніно Енріко Баярдо, 23 грудня 1534 року, невдовзі після повернення художника до Парми. Вона призначалася для сімейної капели в церкві ордену францисканців Санта Марія де Серві. Картина залишилася незавершеною і на момент смерті художника (1540) перебувала в його майстерні. За словами Вазарі, «робота ця не цілком задовольняла» Парміджаніно і тому залишилася незакінченою — за спиною Мадонни видно колони без капітелей, що йдуть у порожнечу, ледь намічено голову шостого ангела. Але сучасні дослідники припускають, що художник, захоплений алхімією, висловив у такий спосіб нескінченність прагнення досконалості та її недосяжність.
На думку деяких мистецтвознавців, у образі Мадонни з довгою шиєю Парміджаніно, ймовірно, зобразив Паолу Гонзага.

## Сюжет
Погляд Мадонни спрямований на немовля Христа, що спить на її колінах. Його глибокий сон можна витлумачити як натяк на смерть. Один із ангелів тримає посудину, так звану вазу Гермеса (Меркурія), що в алхімії символізує початкову стадію, зачаття. Хрест на посудині, раніше червоний (тепер його ледь видно), означає майбутній життєвий шлях Христа. Таким чином художник утілює ідею про нерозривний зв'язок життя та смерті. На дальньому плані видно постать святого Єроніма, який співає хвалу Непорочному зачаттю. Поряд з Єронімом спочатку був зображений святий Франциск. Включення цього святого в картину мало окремий сенс: орден францисканців був одним із активних учасників релігійної суперечки про Непорочне зачаття Марії. Простір картини побудовано зі спотворенням перспективи: постать Єроніма неправдоподібно мала, ряд колон, тісно притиснутих одна до одної, підтримує порожнечу: все посилює враження нереальності, ірраціональності. Довга шия Мадонни, як і колона — атрибут Марії з часів середньовіччя, символізують її чистоту (лат. collum tuum ut columna — «шия твоя і колона»).
Овал обличчя Марії, обриси її тіла повторюють форма посудини в руках одного з ангелів, лінія його ноги. За словами мистецтвознавця П'єтро Сельватіко, Парміджаніно, «вперто вірячи в те, що в самих поняттях подовжене і хвилеподібне полягає грація, долучає до зображених голів, справді, витончені, привабливі й симпатичні, неймовірно довгі тіла, руки з плавно загостреними пальцями і ноги, що невідомо де закінчуються». У вигнутій лінії, основі композиції, втілюється ідеал маньєризму — породження уяви художника, квінтесенція витонченості, грації, досконалості. Нереальний образ, «самодостатня краса» звертається до почуттів і розуму глядача.